# Christian Schiebling
Christian Schiebling (* 1603; † 1663) war ein kursächsischer Maler.
In den Jahren 1638 bis 1650 malte er nach Vorlagen von Wilhelm Dilich den Riesensaal im Dresdner Residenzschloss aus. 1646 erhielt er den Auftrag zur Ausmalung des mittleren Zimmers im Lusthaus auf der Jungfernbastei (Brühlsche Terrasse). Auch an der Ausmalung von Schloss Hoflößnitz in Radebeul war er beteiligt, zusammen mit Centurio Wiebel. Von 1632 bis 1636 malte er 4 Porträts von Johann Georg I, davon hing eines im Schloß Berreuth.